# Temporada 1978-79 de los Golden State Warriors
La temporada 1978-79 fue la trigésimo tercera de los Warriors en la NBA, la decimoséptima en el Área de la Bahía de San Francisco, a donde llegaron procedentes de Filadelfia, y la octava en la ciudad de Oakland con la denominación de Golden State Warriors. La temporada regular acabó con 38 victorias y 44 derrotas, acabando en la décima posición de la Conferencia Oeste, no logrando clasificarse para los playoffs.

## Elecciones en elDraft
| Ronda | Puesto | Jugador          | Posición | Nacionalidad   | Universidad      |
| ----- | ------ | ---------------- | -------- | -------------- | ---------------- |
| 1     | 5      | Purvis Short     | Alero    | Estados Unidos | Jackson State    |
| 1     | 22     | Raymond Townsend | Base     | Estados Unidos | UCLA             |
| 2     | 40     | Wayne Cooper     | Pívot    | Estados Unidos | New Orleans      |
| 5     | 101    | Bubba Wilson     | Escolta  | Estados Unidos | Western Carolina |

## Temporada regular
| División Pacífico        | División Pacífico | División Pacífico | División Pacífico | División Pacífico | División Pacífico | División Pacífico | División Pacífico | División Pacífico |
| Equipo                   | G                 | P                 | %                 | PD                | Casa              | Fuera             | Div               |                   |
| ------------------------ | ----------------- | ----------------- | ----------------- | ----------------- | ----------------- | ----------------- | ----------------- | ----------------- |
| y-Seattle SuperSonics    | 52                | 30                | .634              | –                 | 31-10             | 21-20             | 11–9              |                   |
| x-Phoenix Suns           | 50                | 32                | .610              | 2                 | 32–9              | 18–23             | 11–9              |                   |
| x-Los Angeles Lakers     | 47                | 35                | .573              | 5                 | 31–10             | 16–25             | 11–9              |                   |
| x-Portland Trail Blazers | 45                | 37                | .549              | 7                 | 33–8              | 12–29             | 8–12              |                   |
| San Diego Clippers       | 43                | 39                | .524              | 9                 | 29–12             | 14–27             | 11–9              |                   |
| Golden State Warriors    | 38                | 44                | .463              | 14                | 23–18             | 15–26             | 8–12              |                   |

## Estadísticas
| Rk | Jugador          | Edad | P  | PT | MP   | TC  | TCI  | %TC  | TL  | TLI | %TL  | RO  | RD  | RT   | AS  | RB  | TAP | BP  | FP  | PTS  |
| -- | ---------------- | ---- | -- | -- | ---- | --- | ---- | ---- | --- | --- | ---- | --- | --- | ---- | --- | --- | --- | --- | --- | ---- |
| 1  | Phil Smith       | 26   | 59 |    | 38.8 | 8.3 | 16.6 | .501 | 3.3 | 4.3 | .761 | 0.8 | 2.8 | 3.6  | 4.4 | 1.7 | 0.4 | 2.9 | 2.7 | 19.9 |
| 2  | John Lucas       | 25   | 82 |    | 37.7 | 6.5 | 14.0 | .462 | 3.2 | 3.9 | .822 | 0.8 | 2.2 | 3.0  | 9.3 | 1.9 | 0.1 | 3.1 | 2.8 | 16.1 |
| 3  | Sonny Parker     | 23   | 79 |    | 36.6 | 6.5 | 12.9 | .502 | 2.2 | 2.8 | .788 | 2.1 | 3.5 | 5.6  | 3.7 | 1.8 | 0.4 | 2.4 | 2.4 | 15.2 |
| 4  | Robert Parish    | 25   | 76 |    | 31.7 | 7.3 | 14.6 | .499 | 2.6 | 3.7 | .698 | 3.5 | 8.6 | 12.1 | 1.5 | 1.3 | 2.9 | 3.1 | 4.0 | 17.2 |
| 5  | Jo Jo White      | 32   | 29 |    | 30.4 | 5.1 | 10.8 | .475 | 2.1 | 2.4 | .870 | 0.7 | 1.8 | 2.5  | 4.6 | 0.9 | 0.1 | 2.4 | 2.5 | 12.3 |
| 6  | Clifford Ray     | 30   | 82 |    | 23.4 | 2.8 | 5.4  | .526 | 1.3 | 2.3 | .558 | 2.6 | 4.8 | 7.4  | 1.7 | 0.6 | 0.6 | 1.9 | 3.2 | 6.9  |
| 7  | Purvis Short     | 21   | 75 |    | 22.7 | 4.9 | 10.3 | .479 | 0.8 | 1.1 | .671 | 1.7 | 2.9 | 4.6  | 1.3 | 0.7 | 0.2 | 1.5 | 3.1 | 10.6 |
| 8  | Tom Abernethy    | 24   | 70 |    | 17.4 | 2.5 | 4.9  | .515 | 1.0 | 1.3 | .745 | 1.1 | 2.0 | 3.1  | 1.1 | 0.6 | 0.2 | 0.5 | 1.9 | 6.0  |
| 9  | Nate Williams    | 28   | 81 |    | 16.0 | 3.5 | 7.0  | .501 | 1.3 | 1.4 | .872 | 0.8 | 1.7 | 2.6  | 0.8 | 0.7 | 0.1 | 1.1 | 2.1 | 8.3  |
| 10 | Wayne Cooper     | 22   | 65 |    | 12.2 | 2.0 | 4.5  | .437 | 0.6 | 0.9 | .672 | 1.4 | 2.9 | 4.3  | 0.3 | 0.1 | 0.7 | 0.8 | 1.8 | 4.6  |
| 11 | Raymond Townsend | 23   | 65 |    | 11.9 | 2.0 | 4.4  | .439 | 0.8 | 1.0 | .735 | 0.2 | 0.7 | 0.8  | 1.4 | 0.4 | 0.1 | 0.8 | 1.1 | 4.7  |
| 12 | Wesley Cox       | 24   | 31 |    | 11.6 | 1.7 | 4.0  | .431 | 1.3 | 3.0 | .435 | 0.6 | 1.5 | 2.0  | 0.4 | 0.4 | 0.2 | 1.4 | 2.2 | 4.7  |
| 13 | Tony Robertson   | 23   | 12 |    | 6.2  | 1.3 | 3.3  | .375 | 0.5 | 0.8 | .667 | 0.5 | 0.3 | 0.8  | 0.3 | 0.7 | 0.0 | 0.7 | 0.8 | 3.0  |
| 14 | Ray Epps         | 22   | 13 |    | 5.5  | 0.8 | 1.8  | .435 | 0.5 | 0.6 | .750 | 0.0 | 0.4 | 0.4  | 0.2 | 0.1 | 0.0 | 0.2 | 0.5 | 2.0  |